# Ortholfersia minuta
Ortholfersia minuta är en tvåvingeart som beskrevs av Paramonov 1954. Ortholfersia minuta ingår i släktet Ortholfersia och familjen lusflugor. Inga underarter finns listade i Catalogue of Life.